# Noli me tangere (målning)
Noli me tangere eller Kristus och Maria Magdalena är en oljemålning av den italienske renässanskonstnären Tizian. Den målades omkring 1514 och ingår sedan 1856 i National Gallerys samlingar i London.
Motivet skildrar en scen ur Nya testamentet som nämns i Johannesevangeliet (20:14–18). Den latinska titeln Noli me tangere betyder "rör inte vid mig" och är de ord som Jesus yttrade till Maria från Magdala, då han efter sin uppståndelse uppenbarade sig för sina sörjande följare i Getsemanes trädgård. Hon trodde först att han var en örtagårdsmästare; därför har Tizian framställt honom med en hacka i handen.
Målningen visar hur den unge Tizian skildrar kontrasten mellan den ivriga Maria, i kostbar och omfångsrik klädnad, och den spartanskt klädde Kristus. Han nästan dansar fram med en känsla av frihet efter att ha återuppstått från de döda, medan Maria halvligger tyngd av alla jordiska plikter. Trots en antydan av ensamhet i tavlan, och en anstrykning av Giorgiones nostalgiska känsla för poetisk vilsenhet, präglas stämningen av en jordisk kraftfullhet. 
Byggnaderna i bakgrunden till höger är också avbildade i Slumrande Venus och Den himmelska och den jordiska kärleken.